# Liste der Kulturdenkmäler in Andorra la Vella

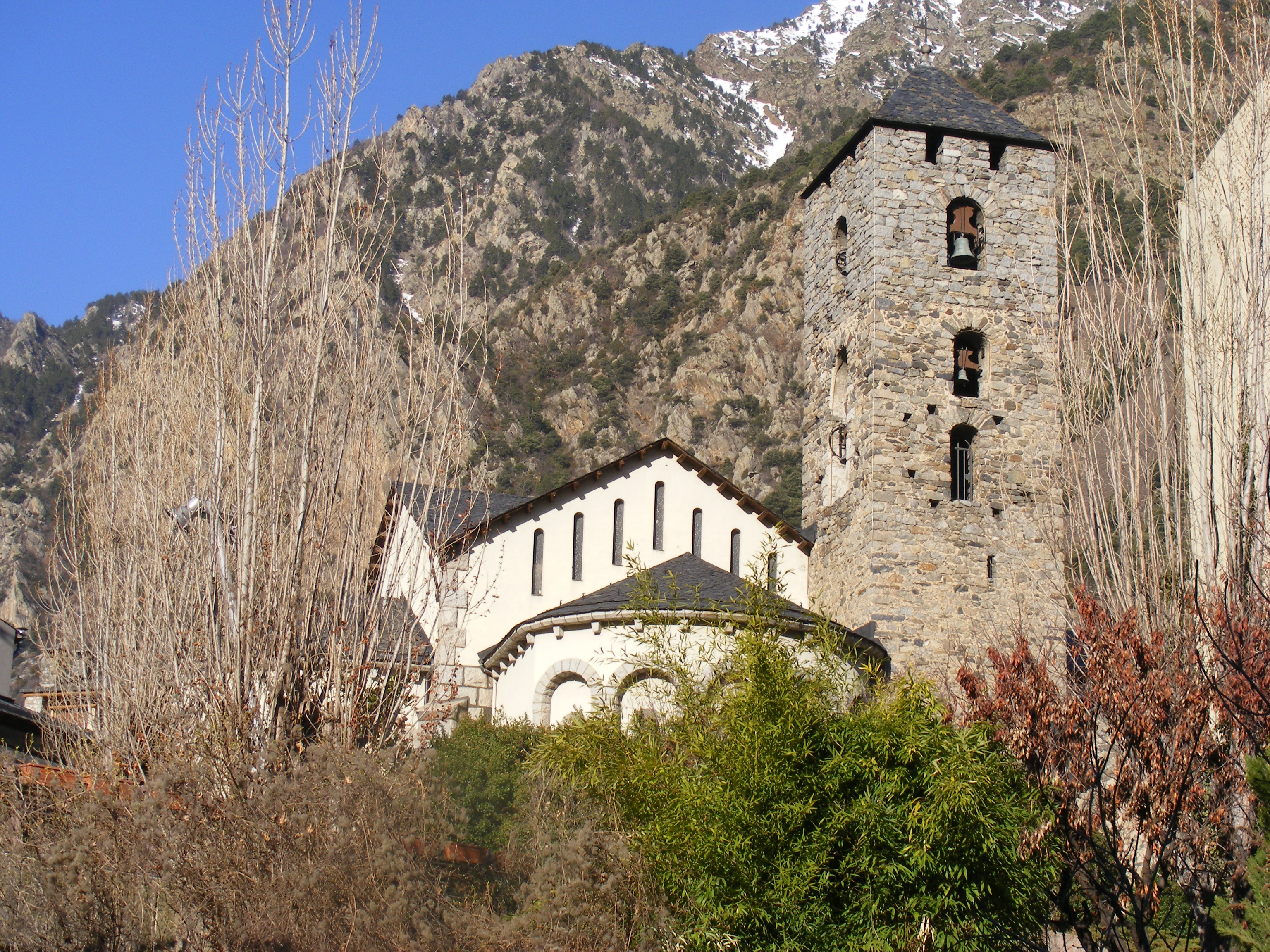
Església de Sant Esteve

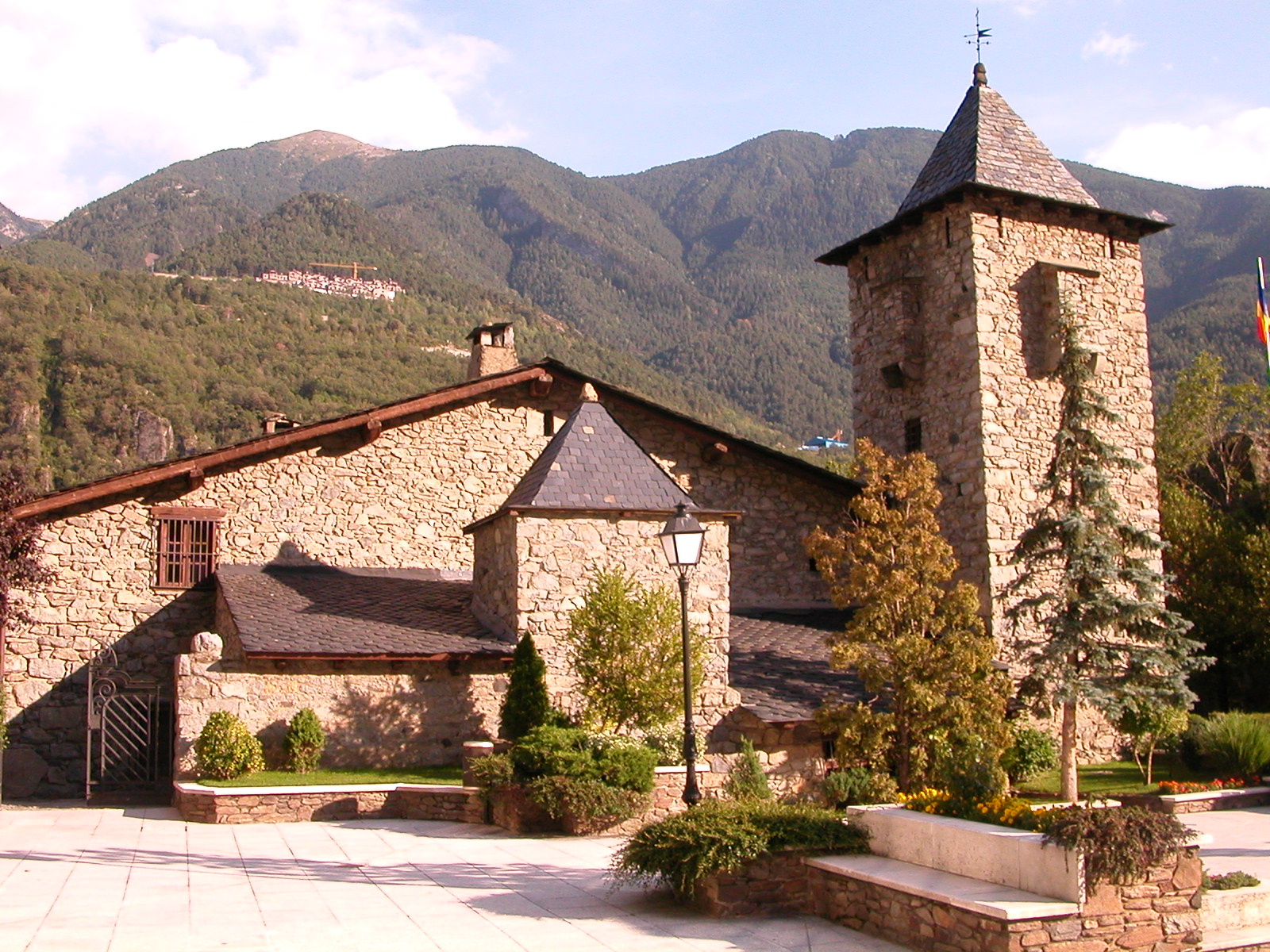
Casa de la Vall

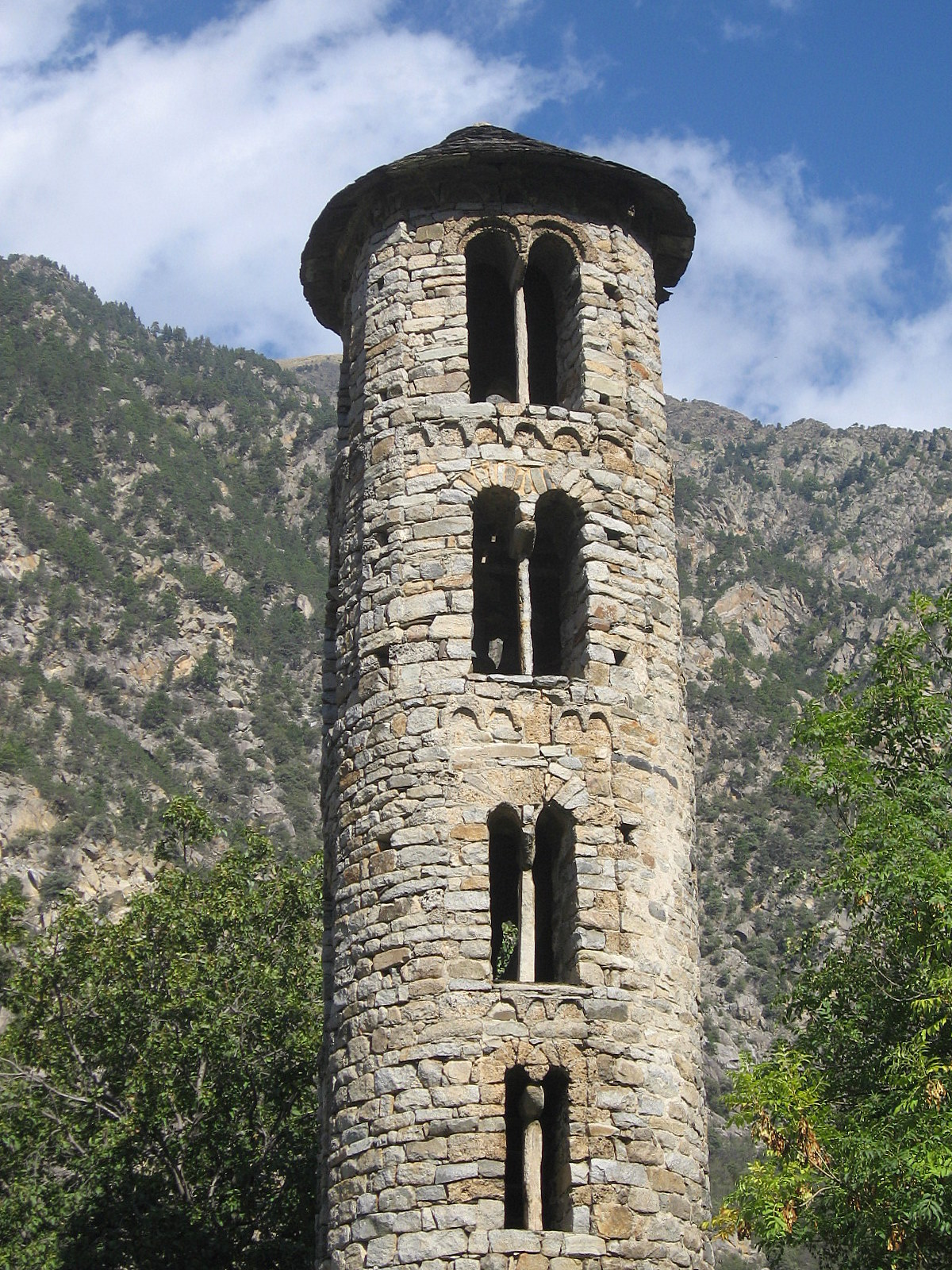
Església de Santa Coloma

In der Liste der Kulturdenkmäler in Andorra la Vella sind alle Kulturdenkmäler der andorranischen Parròquia Andorra la Vella aufgelistet. Grundlage ist das Gesetz über das kulturelle Erbe Andorras (Llei del patrimoni cultural d’Andorra) vom 12. Juni 2003.

## Baudenkmäler
- Església de Sant Esteve
- Església de Sant Andreu
- Casa de la Vall
- Església de Santa Coloma
- Pont de la Margineda

## Archäologische Bereiche
- Zona arqueològica del Roc d’Enclar